# Inpaint
Inpaint — простой в использовании графический редактор для операционных систем Microsoft Windows и Mac OS, который предназначен для удаления выделенных объектов в графических файлах. Программа написана Максимом Гапченко, но распространяется под торговой маркой TeoreX.

## Описание
Inpaint может пригодиться как веб-дизайнерам или фотохудожникам, так и обычным пользователям. Программа имеет в своём арсенале инструмент, который по аналогии схож с другим инструментом Adobe Photoshop под названием Healing Brush при задействованном режиме заполнения Content-Aware.
Утилита может без проблем удалить с изображения случайно попавшего в кадр при снимке человека или животного, убрать водяные знаки, текст и прочие объекты при выделенных областях на картинке, заполняя их соответствующим фоном.
Из других особенностей программного продукта можно выделить то, что он имеет способность: —
- компоновки двух кадров в единый;

- ретушировать изображения;

- стирание объектов загораживающих другие;

- замены выбранной области на среднестатистический образец фрагмента изображения, тем самым сгладив швы перехода, чтобы не было видно краев искусственной «заплатки».

- удаление дата и время съемки

- реставрации старых фотографий.

Inpaint прост в использовании и обладает удобным пользовательским интерфейсом. Программа распространяется по принципу «попробуй перед тем, как купить» (try-before-you-buy).